# Бейба, Махфуд Али
Махфуд Али Бейба (араб. محفوظ علي بيبا حماد‎; 1953, Эль-Аюн — 2 июля 2010, Тиндуф) — и. о. председателя Революционного Совета самопровозглашённой Сахарской Арабской Демократической Республики (1976), неоднократно — премьер-министр.

## Биография
Являлся активным борцом за независимость Западной Сахары. После гибели во время вооруженного столкновения в Мавритании в 1976 г. первого генерального секретаря ПОЛИСАРИО Эль-Сайеда Мустафы Уали непродолжительное время занимал этот пост.
В 1982—1985, 1988—1993 и 1995—1999 гг. — премьер-министр,
с 2003 г. — председатель Народного собрания Западной Сахары.